# Centrolepis
Centrolepis, biljni rod iz Australije i tropske Azije, nekada uključivan u vlastitu porodicu Centrolepidaceae, a danas porodici Restionaceae. Postoji 26 priznatih vrsta

## Vrste
1. Centrolepis alepyroides (Nees) Walp.
2. Centrolepis aristata (R.Br.) Roem. & Schult.
3. Centrolepis banksii (R.Br.) Roem. & Schult.
4. Centrolepis caespitosa D.A.Cooke
5. Centrolepis cambodiana Hance
6. Centrolepis cephaloformis Reader
7. Centrolepis ciliata (Hook.f.) Druce
8. Centrolepis curta D.A.Cooke
9. Centrolepis drummondiana (Nees) Walp.
10. Centrolepis eremica D.A.Cooke
11. Centrolepis exserta (R.Br.) Roem. & Schult.
12. Centrolepis fascicularis Labill.
13. Centrolepis glabra (F.Muell. ex Sond.) Hieron.
14. Centrolepis humillima F.Muell. ex Benth.
15. Centrolepis inconspicua W.Fitzg.
16. Centrolepis milleri M.D.Barrett & D.D.Sokoloff
17. Centrolepis monogyna (Hook.f.) Benth.
18. Centrolepis muscoides (Hook.f.) Hieron.
19. Centrolepis mutica (R.Br.) Hieron.
20. Centrolepis pallida (Hook.f.) Cheeseman
21. Centrolepis pedderensis W.M.Curtis
22. Centrolepis philippinensis Merr.
23. Centrolepis pilosa Hieron.
24. Centrolepis polygyna (R.Br.) Hieron.
25. Centrolepis racemosa D.D.Sokoloff & Remizowa
26. Centrolepis strigosa (R.Br.) Roem. & Schult.